# Sam wśród ludzi
Sam wśród ludzi (tytuł oryginalny: Një emër midis njerezve) – albański film fabularny z roku 1983 w reżyserii Muharrema Fejzo.

## Opis fabuły
Film przedstawia postać Avniego Rustemiego, radykalnego działacza młodzieżowego z lat 20. XX w. Film rozpoczyna scena zamachu na Esada Paszę Toptaniego w Paryżu (13 czerwca 1920), który przyniósł sławę Rustemiemu w całej Albanii. Jego działalność polityczna splotła się z wydarzeniami poprzedzającymi przewrót dokonany przez Fana Nolego w czerwcu 1924. Śmierć Rustemiego "sumienia Albańczyków", zamordowanego w pobliżu targu w Tiranie staje się w filmie impulsem dla wybuchu rewolucji.
Zdjęcia do filmu realizowano w Gjirokastrze, Tiranie, w Szkodrze i we Wlorze.

## Obsada
- Bujar Asqeriu jako Avni Rustemi
- Aleksandër Pogaçe jako Reshit bej
- Reshat Arbana jako Esad Pasza Toptani
- Demir Hyskja jako Sezai
- Vasil Dilo jako Hodo
- Stavri Shkurti jako Jani
- Thimi Filipi jako Kanan
- Gjergj Mele jako Fan Noli
- Frederik Fistani jako Ahmet Zogu
- Gjergji Lala jako Halim
- Antoneta Fishta jako Hazize
- Lazër Filipi jako Nazmi
- Petrika Riza jako Janush
- Hajrie Rondo jako matka
- Teodor Rupi jako Ypi
- Pandeli Duka jako Tahir